# Worlds Collide 2022
NXT Worlds Collide 2022 è stato un evento speciale di wrestling organizzato dalla WWE che si è svolto il 4 settembre 2022 al Performance Center di Orlando (Florida).

## Storyline
Come nell'edizione precedente, Worlds Collide ha visto lo scontro in vari match interpromozionali tra gli atleti di NXT e NXT UK.
Nella puntata speciale NXT Heatwave del 16 agosto apparvero sia l'NXT United Kingdom Champion Tyler Bate che l'NXT UK Women's Champion Meiko Satomura confrontandosi rispettivamente con l'NXT Champion Bron Breakker e l'NXT Women's Champion Mandy Rose e Blair Davenport, e poco dopo venne confermato che a Worlds Collide sarebbero avvenuti due match per l'unificazione dei rispettivi titoli. Successivamente, ci fu anche un confronto tra gli NXT UK Tag Team Champions Brooks Jensen e Josh Briggs e gli NXT Tag Team Champions i Creed Brothers, sancendo anche un match per l'unificazione tra le due cinture tra i due team in un Fatal four-way tag team elimination match con l'aggiunta anche del Gallus (Mark Coffey e Wolfgang) e dei Pretty Deadly.
Nella puntata di NXT 2.0 del 30 agosto apparvero dal roster principale sia Doudrop e Nikki A.S.H. che Ricochet lanciando una sfida rispettivamente a Kayden Carter e Katana Chance per l'NXT Women's Tag Team Championship e Carmelo Hayes per l'NXT North American Championship.

## Risultati
| # | Incontri | Stipulazioni | Durata |
| - | --- | --- | ------ |
| 1 | Carmelo Hayes (c) (con Trick Williams) ha sconfitto Ricochet | Single match per l'NXT North American Championship                                                                             | 15:57  |
| 2 | I Pretty Deadly (con Lash Legend) hanno sconfitto i Creed Brothers (NXT Tag Team Champions), Brooks Jensen e Josh Briggs (NXT UK Tag Team Champions) e il Gallus (Mark Coffey e Wolfgang) (con Joe Coffey) | Fatal four-way tag team elimination match per l'unificazione dell'NXT Tag Team Championship con l'NXT UK Tag Team Championship | 15:34  |
| 3 | Mandy Rose (NXT Women's Champion) ha sconfitto Meiko Satomura (NXT UK Women's Champion) e Blair Davenport                                                                                                  | Triple threat match per l'unificazione dell'NXT Women's Championship con l'NXT UK Women's Championship                         | 13:17  |
| 4 | Kayden Carter e Katana Chance (c) hanno sconfitto Doudrop e Nikki A.S.H. | Tag team match per l'NXT Women's Tag Team Championship                                                                         | 10:19  |
| 5 | Bron Breakker (NXT Champion) ha sconfitto Tyler Bate (NXT United Kingdom Champion) | Single match per l'unificazione dell'NXT Championship con l'NXT United Kingdom Championship                                    | 17:11  |